# Onorificenze thailandesi
Decorazioni, onorificenze e medaglie concesse dalla Thailandia. Nella pagina le decorazioni sono indicate per ordine di precedenza e di importanza.

## Ordini cavallereschi

### Ordine del Rajamitrabhorn
Cavaliere/Dama dell'Ordine del Rajamitrabhorn

### Ordine della Casa reale di Chakri
Cavaliere/Dama dell'Ordine della Casata reale di Chakri

### Ordine delle Nove Gemme
Cavaliere/Dama dell'Ordine delle Nove Gemme

### Ordine di Chula Chom Klao
Cavaliere/Dama di Gran Cordone dell'Ordine di Chula Chom Klao
 Cavaliere/Dama di Gran Croce dell'Ordine di Chula Chom Klao
 Cavaliere/Dama Gran Commendatore dell'Ordine di Chula Chom Klao
 Cavaliere/Dama Commendatore dell'Ordine di Chula Chom Klao
 Gran Compagno dell'Ordine di Chula Chom Klao
 Compagno dell'Ordine di Chula Chom Klao
 Giovane Compagno dell'Ordine di Chula Chom Klao
 Membro dell'Ordine di Chula Chom Klao

### Ordine al merito
Cavaliere dell'Ordine al merito 

### Ordine di Rama
Cavaliere Gran Commendatore dell'Ordine di Rama
 Cavaliere Commendatore dell'Ordine di Rama
 Cavaliere dell'Ordine di Rama
 Compagno dell'Ordine di Rama
 Medaglia per Galanteria in Azione dell'Ordine di Rama
 Medaglia dell'Ordine di Rama

### Ordine dell'Elefante Bianco
Cavaliere di Gran Cordone dell'Ordine dell'Elefante Bianco
 Cavaliere di Gran Croce dell'Ordine dell'Elefante Bianco
 Cavaliere Commendatore dell'Ordine dell'Elefante Bianco
 Commendatore dell'Ordine dell'Elefante Bianco
 Compagno dell'Ordine dell'Elefante Bianco
 Membro dell'Ordine dell'Elefante Bianco
 Medaglia d'Oro dell'Ordine dell'Elefante Bianco
 Medaglia d'Argento dell'Ordine dell'Elefante Bianco

### Ordine della Corona
Cavaliere di Gran Cordone dell'Ordine della Corona
 Cavaliere di Gran Croce dell'Ordine della Corona
 Cavaliere Commendatore dell'Ordine della Corona
 Commendatore dell'Ordine della Corona
 Compagno dell'Ordine della Corona
 Membro dell'Ordine della Corona
 Medaglia d'Oro dell'Ordine della Corona
 Medaglia d'Argento dell'Ordine della Corona

### Ordine del Direkgunabhorn
Cavaliere di Gran Croce dell'Ordine del Direkgunabhorn
 Cavaliere Commendatore dell'Ordine della Corona
 Commendatore dell'Ordine della Corona
 Compagno dell'Ordine della Corona
 Membro dell'Ordine della Corona
 Medaglia d'Oro dell'Ordine della Corona
 Medaglia d'Argento dell'Ordine della Corona

### Ordine di Vallabhabhorn
Membro dell'Ordine di Vallabhabhorn

### Ordine di Ramkeerati
Membro dell'Ordine di Ramkeerati

### Ordine di Vajira Mala
Membro dell'Ordine di Vajira Mala

## Medaglie

### Medaglie per atti di coraggio
| Nastro | Onorificenza                                                            |
| ------ | ----------------------------------------------------------------------- |
|        | Medaglia al coraggio con alloro                                         |
|        | Medaglia al coraggio                                                    |
|        | Medaglia della Vittoria nella Guerra franco-thailandese con alloro      |
|        | Medaglia della Vittoria nella Guerra franco-thailandese con fiamme      |
|        | Medaglia della Vittoria nella Guerra franco-thailandese                 |
|        | Medaglia della Vittoria nella Seconda Guerra Mondiale con alloro        |
|        | Medaglia della Vittoria nella Seconda Guerra Mondiale con fiamme        |
|        | Medaglia della Vittoria nella Seconda Guerra Mondiale                   |
|        | Medaglia della Vittoria nella Guerra di Corea, con alloro               |
|        | Medaglia della Vittoria nella Guerra di Corea, con fiamme               |
|        | Medaglia della Vittoria nella Guerra di Corea                           |
|        | Medaglia della Vittoria nella Guerra del Vietnam, con alloro            |
|        | Medaglia della Vittoria nella Guerra del Vietnam, con fiamme            |
|        | Medaglia della Vittoria nella Guerra del Vietnam                        |
|        | Medaglia a salvaguardia della libertà (I classe)                        |
|        | Medaglia a salvaguardia della libertà (II classe, I categoria)          |
|        | Medaglia a salvaguardia della libertà (II classe, II categoria)         |
|        | Rajaniyom Medal                                                         |
|        | Medaglia della Campagna Haw                                             |
|        | Medaglia di guerra del 2461 (1918 d.C.)                                 |
|        | Medaglia a salvaguardia della costituzione                              |
|        | Medaglia per la salvaguardia dell'uomo libero (II classe, II categoria) |
|        | Santi Mala - Medaglia per la calma                                      |

### Medaglie a servizio dello stato
| Nastro | Onorificenza                                                                               |
| ------ | ------------------------------------------------------------------------------------------ |
|        | Dushdi Mala - militare                                                                     |
|        | Dushdi Mala - civile                                                                       |
|        | Medaglia per il servizio interno (Indocina)                                                |
|        | Medaglia per il servizio interno (Asia)                                                    |
|        | Medaglia al servizio sui confini                                                           |
|        | Medaglia Chakra Mala, lungo servizio (15 anni di servizio nella Reale Polizia Thailandese) |
|        | Medaglia Chakrabarti Mala, lungo servizio (25 anni di servizio civile)                     |
|        | Medaglia Saratul Mala                                                                      |
|        | Medaglia Pushpa Mala                                                                       |
|        | Medaglia dei Boy Scout (I classe)                                                          |
|        | Medaglia dei Boy Scout (II classe)                                                         |
|        | Medaglia dei Boy Scout (III classe)                                                        |
|        | Medaglia di Vajira dei Boy Scout (I classe)                                                |
|        | Medaglia di Vajira dei Boy Scout (II classe)                                               |
|        | Medaglia di Vajira dei Boy Scout (III classe)                                              |

### Medaglie al servizio del monarca
| Nastro | Onorificenza                                               |
| ------ | ---------------------------------------------------------- |
|        | Medaglia con il monogramma di Mongkut (Rama IV)            |
|        | Medaglia con il monogramma di Chulalongkorn (Rama V)       |
|        | Medaglia con il monogramma di Vajiravudh (Rama VI)         |
|        | Medaglia con il monogramma di Prajadhipok (Rama VII)       |
|        | Medaglia con il monogramma di Ananda Mahidol (Rama VIII)   |
|        | Medaglia con il monogramma di Bhumibol Adulyadej (Rama IX) |
|        | Medaglia con il monogramma di Vajiralongkorn (Rama X)      |
|        | Medaglia della corte di re Chulalongkorn (Rama V)          |
|        | Medaglia della corte di re Vajiravudh (Rama VI)            |
|        | Medaglia della corte di re Prajadhipok (Rama VII)          |
|        | Medaglia della corte di re Bhumibol Adulyadej (Rama IX)    |

### Medaglie commemorative
| Nastro | Onorificenza                                                                                               |
| ------ | --- |
|        | Medaglia del Centenario                                                                                    |
|        | Medaglia del Giubileo d'argento                                                                            |
|        | Medaglia Prabas Mala                                                                                       |
|        | Medaglia della Regina                                                                                      |
|        | Medaglia Dvidhabhisek                                                                                      |
|        | Medaglia del registro del regno                                                                            |
|        | Medaglia per 40 anni di regno                                                                              |
|        | Medaglia dell'incoronazione di Rama VI                                                                     |
|        | Medaglia dell'incoronazione di Rama VII                                                                    |
|        | Medaglia dell'incoronazione di Rama IX                                                                     |
|        | Medaglia Chai, versione thailandese della medaglia interalleata della vittoria nella Grande Guerra         |
|        | Medaglia per i 150 anni della fondazione di Bangkok                                                        |
|        | Medaglia celebrativa del XXV secolo della fondazione del Buddismo                                          |
|        | Medaglia commemorativa della visita di stato negli Stati Uniti in Europa                                   |
|        | Medaglia del giubileo d'argento del 2514 (1971 d.C.)                                                       |
|        | Medaglia commemorativa dell'investitura di Vajiralongkorn a principe ereditario                            |
|        | Medaglia al servizio del popolo libero                                                                     |
|        | Medaglia commemorativa dell'elevazione della principessa Sirindhorn al titolo di "Principessa Maha Chakri" |
|        | Medaglia commemorativa del bicentenario di Rattanakosin                                                    |
|        | Medaglia commemorativa del 50º compleanno della regina Sirikit                                             |
|        | Medaglia commemorativa dell'84º compleanno di Somdej Phra Srinagarindra Boromarajajonani                   |
|        | Medaglia commemorativa del 60º compleanno di Bhumibol Adulyadej                                            |
|        | Medaglia commemorativa in occasione del regno più lungo                                                    |
|        | Medaglia commemorativa del 60º compleanno della regina Sirikit                                             |
|        | Medaglia commemorativa del giubileo d'oro di Bhumibol Adulyadej                                            |
|        | Medaglia commemorativa del 6º ciclo di compleanni di Bhumibol Adulyadej                                    |
|        | Medaglia commemorativa del 72º compleanno della regina Sirikit                                             |
|        | Medaglia commemorativa del 60º anniversario dell'ascesa al trono di Bhumibol Adulyadej                     |
|        | Medaglia commemorativa del 7º ciclo di compleanni di Bhumibol Adulyadej                                    |
|        | Medaglia commemorativa del 60º compleanno del principe Vajiralongkorn                                      |
|        | Medaglia commemorativa del 60º compleanno della principessa Sirindhorn                                     |
|        | Medaglia commemorativa dell'84º compleanno della regina Sirikit                                            |
|        | Medaglia commemorativa dell'incoronazione di Rama X                                                        |

### Medaglie della Croce Rossa
| Nastro | Onorificenza                                      |
| ------ | ------------------------------------------------- |
|        | Medaglia al merito della Croce Rossa              |
|        | Medaglia d'oro della Croce Rossa (I classe)       |
|        | Medaglia d'argento della Croce Rossa (II classe)  |
|        | Medaglia di bronzo della Croce Rossa (III classe) |